# Raffaele Munno
Raffaele Munno (Marcianise, 26 ottobre 1989) è un pugile italiano.

## Biografia
Inizia a praticare pugilato dall'età di sei anni nella Excelsior Boxe Marcianise. Vince i Campionati Nazionali Assoluti, categoria pesi medi, nel 2012 e nel 2013.
Nello stesso anno entra a far parte del Gruppo Sportivo Forestale. Partecipa ai mondiali di Almaty 2013, ma viene sconfitto nei 32 mi.
Fa parte del team Italia Thunder.

## Carriera

### Principali incontri disputati
Statistiche aggiornate al 17 ottobre 2013.
| Evento   | Edizione    | Categoria     | Trentaduesimi                 | Sedicesimi      | Ottavi          | Quarti          | Semifinale      | Finale          | Pos. | Note  |
| -------- | ----------- | ------------- | ----------------------------- | --------------- | --------------- | --------------- | --------------- | --------------- | ---- | ----- |
| Mondiali | Almaty 2013 | Medi (-75 kg) | Juan Mercado ( Messico) P 0-3 | non qualificato | non qualificato | non qualificato | non qualificato | non qualificato | 33º  | [ 4 ] |